# Pareumenes laboriosus
Pareumenes laboriosus är en stekelart som först beskrevs av Smith.  Pareumenes laboriosus ingår i släktet Pareumenes och familjen Eumenidae. Inga underarter finns listade i Catalogue of Life.